# Caminos del reconocimiento
Caminos del reconocimiento es una de las últimas obras del filósofo francés Paul Ricœur. Es el resultado de tres conferencias dadas en el Instituto de ciencias humanas de Viena y luego en Centro de los Archivos Husserl de Viena. Reelaborada a partir de la versión francesa, fue publicada en 2004 en Stock. Fue publicada en castellano en 2006 en el Fondo de Cultura Económica 
Ricœur analiza en este libro la noción de « reconocimiento » que atraviesa su obra filosófica. Interpreta la polisemia de « reconocimiento » según la entrada correspondiente del Grand Robert y establece una progresión tripartita desde el sentido activo hasta el sentido pasivo: reconocimiento de un objeto (objetividad), reconocimiento de sí mismo (subjetividad) y finalmente reconocimiento mutuo (intersubjetividad). Utiliza en cada parte un método que llama « genealógico », a saber la « consideración de la cadena de « acontecimientos de pensamiento » » [p243] que conducen a las problemáticas contemporáneas. Por lo tanto, hace un uso extensivo de filósofos clásicos (Descartes, Kant, Hegel, etc.) que se esfuerza por poner en un sistema sobre su problemática, pero también dedica una parte importante del trabajo a hacer que los filósofos contemporáneos dialoguen con los temas relacionados.

## Resumen

### Primero estudio. El reconocimiento como identificación
Reconocer es en ante todo distinguir. En Descartes, reconocer es  tomar por verdadero, distinguir lo mismo de lo otro. Kant emplea el término  Rekognition; continúa la  filosofía moderna del dominio del sentido por parte del sujeto dando al tiempo la forma del sentido interno (intuición a priori de la sensibilidad); con él, los objetos como fenómenos están regulados por nuestro modo de representación.. 
La ruina de la representación sucede al periodo moderno; con Husserl y los filósofos del ser-en-el-mundo, el mundo es constituyente y no no sólo constituido. Mientras que Kant se esforzaba por responder a la objeción del cambio como prueba de la existencia de un tiempo real, ellos van a esforzarse en pensar a partir de ese tiempo no formal, a riesgo de esas experiencias límite donde el cambio afecta tanto las cosas como los seres que resultan irreconocibles.

### Segundo estudio. Reconocerse a sí mismo
La cuestión de la responsabilidad de los actos aparece mucho antes  de lo que se cree, desde la Ilíada (Bernard Williams), y las intuiciones griegas serán recapituladas en la Ética a Nicómaco de Aristóteles, pero sin llegar  hasta la autoconsciencia reflexiva (ipseidad) que la conciencia moderna dará a luz. Sin embargo, esta reflexividad tendrá poco desarrollo en la filosofía práctica: solo se interesarán por la autoconciencia en la moral y en el dominio de la justicia. Debemos, pues, interesarnos por el origen de los actos, en sentido amplio, establecer una «fenomenología del hombre capaz»:
¿De qué soy capaz? Puedo decir (Austin),  puedo hacer (aunque Kant se negó a distinguir entre "algo sucede" y "hago que algo suceda"), puedo contar y contarme (narratología, MacIntyre). Soy capaz de dos operaciones centrales: recordar y prometer. La memoria, después de haber sido estudiada según su objeto (Aristóteles, el asociacionismo, Husserl) epasó a formar parte de la conciencia persona (San Augustin),  reduciendo incluso Locke la identidad a la memoria: todo no es más que memoria y conciencia. Es Bergson en  Materia y memoria quien conjuga la cuestión de la memoria y del reconocimiento de sí. Vuelve a la idea de una memoria indestructible (desarrollada igualmente por el psicoanálisis) que se constituiría en el presente mismo y se auto-conservaría en la duración.
¿De qué somos capaces?  Amartya Sen  partiendo de estudios estrictamente económicos, llega a la conclusión de que: "la acción de una persona puede muy bien responder a consideraciones que no se relacionan - o al menos no del todo - con su propio bienestar" (citado p226). Ésta es la posibilidad de una acción no egoísta, verdaderamente social y no egoísta. Este punto introduce así el reconocimiento mutuo:

### Tercer estudio. El reconocimiento mutuo
Para introducir estas categorías, los caminos de Husserl (Quinta Meditación cartesiana) y de Lévinas trazan dos extremos: en Husserl, la fenomenología lo lleva a un solipsismo del que intentará escapar imaginando una comunidad de seres perceptores; en cambio, Lévinas parte de la alteridad para definir el yo, a riesgo de que el yo se disuelva en el otro. Entre estos dos pensamientos, ¿cómo pensar un reconocimiento mutuo?
Hobbes sitúa el deseo de reconocimiento al mismo nivel que el miedo en el estado de naturaleza: el reconocimiento nace en Hobbes del miedo a la muerte, pero está marcado por « la ausencia de una dimensión de alteridad» [p269] : renunciamos a nuestros derechos para preservar nuestro propio poder. Hegel, y su concepto de Anerkennung desarrollado en los escritos de Jena (1801-1807), reacciona contra esta tradición. A través de los conflictos (amo y esclavo), los hombres logran reconocerse unos a otros y organizar instituciones para preservar estos logros del reconocimiento. En definitiva, es el Estado el garante, y menos los hombres que se reconocen que el Espíritu que se contempla a sí mismo, pero esta idea de un reconocimiento que se adquiere en la lucha ha vocabulario marcado(«reconocimiento de derechos, de minorías, etc») y el pensamiento contemporáneo (Axel Honneth, La lucha por el reconocimiento), en la familia, el derecho o las relaciones sociales. Podemos así citar esferas sociales donde podemos ser reconocidos: ciudad de inspiración, ciudad de opinión, ciudad doméstica, ciudad cívica, ciudad mercantil, ciudad industrial (Luc Boltanski).
La cuestión del reconocimiento mutuo no obstante no puede ser reducida a la lucha por el reconocimiento. Así el don ceremonial pone fin a una lucha donde cada uno monetiza sus concesiones. Dar, recibir y devolver no es  la forma disfrazada de un intercambio cuasi-mercantil, como lo suponía Lévi-Strauss al criticar el ensayo de Marcel Mauss (Marcel Hénaff) : no hay retraso, premio fijo,  aspecto ordinario y cotidiano; el objeto dado no tiene  valor en sí; es el símbolo de una relación que se establece. Hay, por tanto, "estados de paz" donde este reconocimiento mutuo parece no sólo buscado, sino efectivo y vivido.

## Ediciones
- Parcours de la reconnaissance,, Stock, 2004,
- Parcours de la reconnaissance, Folio, 2005
- Caminos de reconocimiento. Tres estudios, FCE, 2006

- Datos: Q3364881